# Derkaczyk syberyjski
Derkaczyk syberyjski, rudokurka syberyjska (Coturnicops exquisitus) – gatunek małego ptaka z rodziny chruścieli (Rallidae). Gniazduje w północno-wschodnich Chinach i we wschodniej Syberii, zimuje we wschodnich Chinach, Japonii i Korei. Nie jest zagrożony wyginięciem.

## Taksonomia
Po raz pierwszy gatunek opisał Robert Swinhoe. Opis ukazał się w 1873 na łamach „The Annals and magazine of natural history”. Holotyp pochodził z Yantai (wówczas Czyfu). Autor zamieścił jedynie informacje o upierzeniu i wymiarach; nadał nowemu gatunkowi nazwę Porzana exquisita. Obecnie (2020) Międzynarodowy Komitet Ornitologiczny umieszcza derkaczyka syberyjskiego w rodzaju Coturnicops. Uznaje gatunek za monotypowy. Derkaczyki syberyjskie są blisko spokrewnione z płowymi (C. noveboracensis) i niekiedy bywały uznawane za jeden gatunek.

## Morfologia
Długość ciała około 13 cm. Brak informacji o masie ciała. Wymiary szczegółowe dla 2 samców, 1 samicy i 4 osobników nieoznaczonej płci (nn): długość skrzydła samców 75 i 76 mm, samicy – 80 mm, nn: 77–81 mm; długość ogona samców: 32 i 34 mm, samicy: 35 mm, nn: 29–33 mm; długość dzioba samców: 13,5 i 14,5 mm, samicy: 13,5 mm, nn: 12–14,5 mm; długość skoku samców: 21,5 i 22,5 mm, samicy: 22,5 mm, nn: 21,5–22,5 mm. Derkaczyki syberyjskie są podobne do płowych. Różnią się od nich m.in. bardziej szarym przodem głowy z gęstymi, ciemnymi kropkami, mniej widocznym paskiem ocznym, ciemniejszymi krawędziami piór na grzbiecie o bardziej rudawym zabarwieniu. Tył szyi i boki piersi są czerwonobrązowe z popielatymi paskami, boki pokrywają czerwonobrązowe pasy. W stosunku do derkaczyków płowych syberyjskie mają więcej bieli w niższej części piersi i na brzuchu. Nogi różowobrązowe. Tęczówka brązowa. Od sympatrycznych chruścieli przedstawicieli C. exquisitus można odróżnić po białych lotkach II rzędu. Wygląd osobników młodocianych nieznany.

## Zasięg występowania
Derkaczyki syberyjskie gniazdują we wschodniej Rosji (brzegi jeziora Bajkał, północno-wschodnie Zabajkale i południowy Kraj Nadmorski) oraz w północno-wschodnich Chinach (wschodnia prowincja Heilongjiang). Zimują na obszarze od Japonii i Korei przez Riukiu po południowo-wschodnie Chiny. Z 2003 pochodzi doniesienie (in litteris) o prawdopodobnych lęgach w japońskiej prefekturze Aomori. 12 października 2014 w okolicy Świątyni Nieba fotografom robiącym zdjęcia drozdom chińskim (Turdus mupinensis) przed obiektywem przebiegł derkaczyk syberyjski; było to pierwsze stwierdzenie tego gatunku w Pekinie, a pozyskane zdjęcia to prawdopodobnie najlepszej jakości fotografie tych ptaków na wolności.

## Ekologia i zachowanie
Środowiskiem życia derkaczyków syberyjskich są wilgotne łąki i porośnięte krótkimi trawami mokradła. W trakcie migracji i na zimowiskach ptaki te przebywają na podmokłych łąkach, mokradłach i polach ryżowych. Brak informacji o pożywieniu. Dawniej przypuszczano, że głos tych ptaków podobny jest do głosu derkaczyków płowych. Nagrania świadczą jednak o czym innym; na nagraniu z czerwca 2016 słychać pieśń brzmiącą jak obniżające się nieco, krótkie, szybkie mruknięcie, zaś na odtworzone nagranie ptak odpowiedział dłuższym, trwającym 2–3 s terkotem.
Niewiele jest dostępnych informacji o rozrodzie. Na obszarach lęgowych w Rosji ptaki przebywają od kwietnia do sierpnia. Dwa gniazda w Rosji zawierały 3 i 4 jaja; inne gniazdo z 3 jajami znaleziono 15 czerwca. 3 jaja przetrzymywane w Muzeum Historii Naturalnej w Londynie mają wymiary 28,85–29,83 na 20,71–22,1 mm.

## Status i zagrożenia
Międzynarodowa Unia Ochrony Przyrody (IUCN) od 2024 uznaje derkaczyka syberyjskiego za gatunek najmniejszej troski (LC, Least Concern); wcześniej, od 1994 był on klasyfikowany jako gatunek narażony (VU, Vulnerable). BirdLife International ocenia trend populacji jako spadkowy. Zagrożenie dla gatunku stanowi likwidacja i modyfikacja obszarów podmokłych przez człowieka, zarówno na obszarach lęgowych, jak i zimowiskach.